# Бибигон (телеканал)
«Бибиго́н» —  бывший российский детско-юношеский государственный телеканал. Входил в холдинг ВГТРК. Название получил в честь персонажа сказки К. И. Чуковского «Приключения Бибигона».
Прекратил своё вещание 27 декабря 2010 года в связи с объединением с телеканалом «Теленяня» в единый российский детско-юношеский канал «Карусель».

## История

### 2007—2008
20 августа 2007 года началось тестовое вещание телеканала на платформе «НТВ-Плюс», а с 1 сентября 2007 года — регулярное вещание с объёмом 19 часов в сутки. Также телеканал существовал как отдельный блок на телеканалах «Россия», «Культура» и «Спорт». Первый блок телеканала выходил на телеканале «Спорт» в период с 7:00 до 9:00. Затем, в период с 11:45 (с 14 января 2008 года — с 12:45) до 15:35, с перерывом на программы «Вести» и «Вести-Москва» (в остальных регионах — «Вести-Местное время»), выходил блок на телеканале «Россия». Затем выходил блок на телеканале «Культура» с 16:00 до 17:30. Окончательный блок выходил на телеканале «Россия» с 20:45 до 20:55, во время трансляции вечерней передачи «Спокойной ночи, малыши!». Во время трансляции блоков трёхцветный флаг на логотипах адаптировался под логотип «Бибигона» (солнце). В выходные дни телеканал вещал с 16:00 до 17:20 (позже — с 9:20 до 11:00) на телеканале «Россия» и с 12:50 до 14:20 — на телеканале «Культура». Блоков на телеканале «Спорт» в выходные и праздничные дни не было. На телеканале «Россия» между программами блока «Бибигон» и в перерывах показываемых в нём фильмов и телесериалов демонстрировался блок федеральной рекламы с рекламной заставкой под стиль блока и телеканала. Также федеральная реклама демонстрировалась между передачами блока и в утреннем эфире телеканала «Спорт», но уже с его фирменными заставками и перебивками.
В сентябре 2007 года, к моменту начала вещания телеканала, российский бизнесмен Алишер Усманов выкупил коллекцию советских мультфильмов у Олега Видова и подарил «Бибигону». 

### 2008—2010
С 25 августа 2008 года дневной будничный блок «Бибигона» на телеканале «Россия» был сокращён до 5—10 минут — с 11:50 до 12:00. Как правило, в таком виде он состоял из одного-двух советских мультфильмов. С этого же времени утренние блоки на телеканале «Спорт» стали длиться 1,5 часа вместо прежних двух (с 7:00 до 8:30). Это было связано с расширением присутствия «Бибигона» в сетях платного телевидения. С 15 сентября 2008 года передачи «Бибигона» на телеканале «Россия» уже не сопровождались логотипом с солнышком.
С 24 августа 2009 года блоки на телеканале «Спорт» стали выходить один час с 7:00 до 8:00. С 21 сентября 2009 года дневной будничный блок «Бибигона» на телеканале «Россия» был убран из его сетки вещания. Остался только блок по выходным дням с 9:25 до 11:00.
С 1 января 2010 года блоков на телеканале «Россия-2» уже не существовало, остался только блок в сетке вещания телеканалов «Культура» (транслировался с оригинальным логотипом «Культуры») и «Россия-1» (телепередача «Спокойной ночи, малыши!» по будням и блоки выходного дня, закрытые в октябре того же года). После завершения вещания «Бибигона» на своей частоте блоки на «Культуре» и «России-1» также были убраны. Однако, несмотря на это, в журнале «Антенна-Телесемь » в программе телеканала «Культура» до августа 2011 года по-прежнему продолжал публиковаться блок телеканала «Бибигон».
С 1 января по 26 декабря 2010 года телеканал временно ретранслировался в сетях цифрового телевидения DVB-T в первом мультиплексе — до момента создания детского канала на базе ОАО «Первый канал» и ФГУП ВГТРК согласно указу Президента Российской Федерации Дмитрия Медведева от 24 июня 2009 года.

### Закрытие телеканала
Вещание телеканала было завершено 27 декабря 2010 года в 0:56 МСК по окончании документального фильма BBC «Пингвины Антарктики». После фильма появилась основная заставка телеканала «Бибигон» с буквами, затем была показана заставка телевизионных часов телеканала «Россия-1» (часы кремлёвских курантов на синем фоне, образца 2003 года), в свою очередь, сменившиеся генератором цветных полос с логотипом «Бибигона». Спустя некоторое время, в 4:55 МСК, после окончания программы «Давайте рисовать!», прекратил своё вещание детский канал «Теленяня». В 5:00 МСК на их частотах началось вещание детского канала «Карусель».

## Мир Бибигона (Страна друзей)
«Мир Бибигона» («Страна друзей») — детская социальная сеть, созданная компанией ВГТРК для зрителей телеканала «Бибигон» в возрасте от 6 до 16 лет. В сети возможно играть в Flash и онлайн-игры, просматривать видео, создавать свои клубы, дневники и фотоальбомы, читать книги, петь караоке, участвовать в конкурсах и общаться с другими пользователями сети. В настоящее время сеть закрыта.

## Награды и премии
25 ноября 2009 года телеканал «Бибигон» стал лауреатом конкурса «Премия Рунета» в номинации «Культура и массовые коммуникации».

## Критика
Одна из зрительниц телеканала написала критическую статью об одном из транслировавшихся на «Бибигоне» и параллельно на «России» телесериале отечественного производства — «Взрослые игры»:
«Там, оказывается, показывают уже 132 серию какой-то детской отечественной Санта-Барбары (американская по сравнению с тем, что я увидела, — шедевр). На «Бибигоне» девочки (все без исключения куклы барби, одну даже прямо так и зовут — Барби) орут друг на друга с искажёнными злобой лицами, точно маленькие ведьмочки, интригуют по- взрослому, обманывают, подличают. Между ними ходит под стать им их «благородный герой» с подкрашенными глазками, бросает молодую ведьмочку ради взрослой, «состоявшейся», старше его на 10 лет. Потом на экране вдруг возникает уже настоящая ведьма, с розовыми рожками на голове и розовым флаконом в руке. — Оказывается, это без всякого предупреждения в фильм «внедрили» рекламу… Нам что, теперь даже за государственные деньги детям ничего более приличного уже и показать нельзя? Видимо, нельзя. И все это заранее знали. Кто-то для кого-то просто устроил «кормушку», но с условием, что, получая деньги за свои шаблонами из мобильника написанные сценарии, они будут прикармливать наших детей «от села до самых до окраин» этакой бесовщинкой. А мы с вами постоим в сторонке и помолчим».
Продюсер и телеведущая Лариса Кривцова отзывалась о телеканале следующим образом:
«Бибигон» попытался объять необъятное. В этом смысле более грамотно работает «Теленяня» (проект «Первого канала»), они хотя бы определили, что их зрители – дети от 5 до 9 лет.  «Бибигон» же делает взрослое телевидение, иногда включая туда детей. Галочку поставили, что детский канал открыли. Влили бюджетные деньги в свои нереализованные амбиции – и всё.